# 戈帕尔布尔乌帕齐拉
戈帕尔布尔是孟加拉国的一个乌帕齐拉，位於达卡专区的坦盖尔县。

## 人口
據1991年孟加拉國人口普查，戈帕爾布爾共有戶數49976戶、人口252747人；其中男性佔比50.98%，女性49.02%；成年人口數為130298。該地人口之平均識字率為63%。